# Municipio de Iowa (condado de Iowa)
El municipio de Iowa (en inglés: Iowa Township) es un municipio ubicado en el condado de Iowa en el estado estadounidense de Iowa. En el año 2010 tenía una población de 771 habitantes y una densidad poblacional de 8,23 personas por km².

## Geografía
El municipio de Iowa se encuentra ubicado en las coordenadas 41°43′50″N 91°53′27″O / 41.73056, -91.89083. Según la Oficina del Censo de los Estados Unidos, el municipio tiene una superficie total de 93.65 km², de la cual 93,65 km² corresponden a tierra firme y (0 %) 0 km² es agua.

## Demografía
Según el censo de 2010, había 771 personas residiendo en el municipio de Iowa. La densidad de población era de 8,23 hab./km². De los 771 habitantes, el municipio de Iowa estaba compuesto por el 97,92 % blancos, el 0,39 % eran afroamericanos, el 0,39 % eran asiáticos, el 0,26 % eran de otras razas y el 1,04 % eran de una mezcla de razas. Del total de la población el 1,82 % eran hispanos o latinos de cualquier raza.